# Комета
Комета (на старогръцки: κομήτης или komḗtēs – с коса, космат) е малък астрономически обект в Слънчевата система, подобен на астероид, но съставен предимно от лед (въглероден диоксид, метан и вода), прах, скални частици и примеси от различни минерали.
Поради тази причина понякога кометите биват наричани „топки от мръсен сняг“. Когато е достатъчно близо до Слънцето, показва видима кома (тънка, размита, временна атмосфера), а понякога и опашка. Тези явления се дължат на въздействието на слънчевата радиация и слънчевия вятър върху ядрото на кометата.
Кометите се движат като правило по високоексцентрични елиптични орбити, чийто афелий често лежи отвъд орбитата на Плутон. Имат широк спектър на орбитални периоди, вариращи от няколко години до стотици хиляди години. Тези с малък период произхождат от Пояса на Кайпер, или свързания с него Разреден диск, който се намира отвъд орбитата на Нептун. Тези с по-дълъг  произхождат от облака на Оорт – сферичен облак от ледени тела във външната Слънчева система, където температурите са достатъчно ниски, поради което водата, метанът и въглеродният диоскид са в твърдо агрегатно състояние. Някои комети след многократни преминавания през вътрешната част на Слънчевата система загубват външния си летлив слой и в някои отношения са неотличими от астероидите.
Редки комети с хиперболични орбити минават веднъж през вътрешната част на Слънчевата система, след което биват изхвърляни в междузвездното пространство. Такава е например кометата C/2019 Борисов с ексцентрицитет е > 3, преквалифицирана по-късно като междузвезден обект 2I/Борисов.
Кометите са наблюдавани още от древни времена и традиционно се считат за лошо знамение.

## Строеж и характеристики

### Кома и опашка
За кометите се смята, че произхождат от облака на Оорт и че навлизат във вътрешните части на Слънчевата система след гравитационни въздействия на външни обекти, например съседните звезди. Когато дадена комета се приближи достатъчно към Слънцето, нейните външни слоеве започват да се изпаряват под въздействието на неговото лъчение. Потоците от газ и прах формират гигантска по размери, разредена атмосфера около ядрото на кометата, наречена кома, която гравитационно е слабо свързана с ядрото.
Слънчевата радиация и слънчевият вятър пораждат опашката на кометата. Тази опашка винаги сочи в посока обратна на Слънцето. Отделените газове и прах следват отличаващи се траектории, тъй като газовете се влияят по-силно от слънчевия вятър и биват издухвани директно в посока обратна на Слънцето, за разлика от праха, който в голямата си част остава по орбитата на кометата. Ядрото на кометата рядко е по-голямо от 50 km, но размерът на комата може да бъде сравним с този на Слънцето. Кометната опашка може да се простира до 1 АЕ.
Комата и опашката могат да бъдат наблюдавани от Земята, когато кометата се приближи към Слънцето и ги освети. Прахът също свети заради йонизация. Повечето комети са твърде бледи и могат да бъдат наблюдавани само с телескоп, но в рамките на едно десетилитие се появяват и няколко достатъчно ярки, които могат да се наблюдават с невъоръжено око.

### Ядро
Ядрата на кометите са сред най-слабо отразяващите известни тела в Слънчевата система. Космическата сонда „Джото“ (1986) разкрива, че ядрото на Халеевата комета отразява само около 4% от светлината, която попада на повърхността ѝ. За сравнение, асфалтът отразява 7% от светлината. Сондата Дийп Спейс 1 (1998) открива, че ядрото на кометата 19P/Борели отразява само 2,4% до 3,0% от светлината.
Размерите на ядрата на кометите са в диапазона от около 100 метра до повече от 40 километра в диаметър. Те са съставени от скални елементи, прах, лед и замразени газове като въглероден оксид, въглероден диоксид, метан и амоняк. Кометите също съдържат различни органични съединения – могат да включват метанол, циановодород, формалдехид, етанол и етан, а може би и по-сложни молекули като дълговерижни въглеводороди и аминокиселини. Поради малката си маса те не стават сферични под собствената си гравитация, а имат неправилна форма.
Предполага се, че сложните органични съединения, чиито молекули са тежки, са останали на повърхността, след като по-леките молекули са се изпарили под действие на слънчевата радиация. Така ядрото на кометата прилича по-скоро на топка от суров петрол или мазут. Ниското албедо на ядрото спомага за изпарението на летливите елементи.
През 1996 г. са открити комети, излъчващи рентгенови лъчи, вероятно породени от йонизацията на кометната атмосфера и слънчевия вятър.

## Орбитални характеристики
Кометите биват класифицирани спрямо орбиталните им периоди на късо – и дългопериодични комети.
Късопериодичните имат орбитални периоди по-малки от 200 години, а дългопериодичните – по-големи. Еднократните комети имат параболични или хиперболични траектории и след определено време напускат Слънчевата система. Късопериодичните комети (като например кометата Енке) вероятно произхождат от пояса на Кайпер, а дългопериодичните от облака на Оорт.
Предложени са множество механизмни, които да обяснят как кометите попадат във вътрешността на Слънчевата система след гравитационни въздействия от други тела като съседни на Слънцето звезди, неизвестни планети и кафяви джуджета (виж Планета X, и Немесис). Поради ниската им маса и елиптичните им орбити, които ги отвеждат близко до газовите гиганти, кометите често биват гравитационно повлияни и то най-вече от масивния Юпитер. Често техните афелии са на еднакво разстояние от Слънцето като орбиталния радиус на някоя от планетите вследствие на орбитални резонанси.
Голям брой комети наблюдавани в миналото са изгубени. Те са били изхвърлени от Слънчевата система при близко преминаване край някой от газовите гиганти, изчерпали са летливите си елементи и нямат наблюдаема кома или опашка, или просто тяхната орбита не е била своевременно установена с достатъчна точност, за да бъдат следени. Понякога някои от новооткритите комети са били открити в миналото, но изгубени стари като например кометата 11P/Tempel-Swift-LINEAR наблюдавана за пръв път през 1869 г., но поради въздействието на Юпитер изгубена след 1908 г., за да бъде намерена пак от системата LINEAR през 2001 г.

## Номенклатура
Конвенцията за имената на кометите се е променяла няколко пъти през последните 2 века. Преди началото на 20 век повечето комети са били известни по името на годината, през която са били открити като понякога са добавяни прилагателни за най-ярките от тях. Например, Исак Нютон в своя труд „Математически принципи на природната философия“ описва „Великата комета на 1680 г.“ Впоследствие са регистрирани още „Голямата септемврийска комета на 1882 г.“ и „Дневната комета на 1910 г.“.
Едмънд Халей показва, че наблюдаваните явления на комети от 1531, 1607 и 1682 г. представляват едно и също тяло, и успешно предсказва неговото явление през 1759 г. Така тази комета става известна под името Халеева комета. След подобни наблюдения, кометите Енке и Биела носят имената на астрономите изчислили техните орбити, а не на откривателите им. Впоследствие кометите започват да се именуват главно на откривателите, но тези които са наблюдавани само веднъж продължават да са известни под името на годината на единственото им наблюдение.
При сегашната конвенция е прието кометата да носи името на нейните първоначални откриватели (не повече от трима на брой). В последните десетилетия множество комети са открити от инструменти и автоматични системи управлявани от големи екипи от астрономи. При такива случаи кометите се именуват на системата или инструмента използван при откритието. Например, кометата IRAS-Araki-Alcock е открита независимо от сателита IRAS и астрономите аматьори Геничи Араки и Джордж Алкок.
В миналото, при повече от една открита комета от даден астроном или екип астрономи се използва пореден номер като например при кометата Шумейкър-Леви. Тази норма обаче е непрактична поради големия брой комети открити през последните години от автоматични системи. Например обсерваторията СОХО по данни от април 2005 е открила над 940 комети.
Преди 1994 г. на кометите са давани предварителни означения включващи годината на откриване и последвани от малка буква отчитаща поредния номер на откриване през съответната година. Например, комета Бенет 1969i е деветата комета открита през 1969 г. След наблюдаване на кометата в перихелий и установянане на нейната орбита с достатъчна точност на кометата е давано официално означение съдържащо годината на преминаване през перихелия следвано от римска цифра сочеща поредния номер на преминаването през съответната година. Така на кометата Бенет 1969i впоследствие е дадено името комета Бенет 1970 II (втората новооткрита комета достигнала перихелий за 1970 г.).
През последните десетилетия нарастващия брой новооткрити комети прави тази процедура тромава и през 1994 г. Международния астрономически съюз одобрява нова система. Според нея кометите се означават с годината на откриване, следвана от латинска буква от A до Y (24, по две за всеки месец от годината) сочеща половината на месеца на откритието и пореден номер. Така четвъртата комета открита през втората половина на февруари 2006 би носила името 2006 D4. Възможно е добавянето на представки поясняващи вида на кометата като P/ за периодична комета, C/ за непериодична комета, X/ за комета с неизвестна орбита, D/ за комета която се е разрушила или е била изгубена и A/ за малка планета погрешно считана за известно време за комета. След второто наблюдение на кометата в перихелий, на периодичната комета бива даден пореден номер на откриването ѝ. Пълното означение на Халеевата комета която е първата открита периодична комета е P/1682 Q1, а означението на кометата Хейл-Боп е C/1995 O1.

## История на изследванията на кометите

### Ранни наблюдения
В предисторическите времена появата на комета се е считала за лош късмет, или дори за атака на небесни същества насочена към земните обитатели. Някои учени определят „падащите звезди“ в Гилгамеш, книгата на откровенията и книгата на Енох за явления на комети или болиди.
В първата книга от поредицата Метеорология, Аристотел полага основите на интерпретацията на кометите от европейските цивилизации за следващите близо две хиляди години. Аристотел зачерква идеята, че кометите са планети или обвързани с планетите поради факта, че кометите могат да се появят във всяка една точка на небосвода, докато планетите се движат само в кръга на Зодиака. Той наивно обяснява феномена като запалване на газове в горните слоеве на земната атмосфера като по подобен начин обяснява метеорите и полярното сияние.
Няколко от последвалите класически философи оспорват правилността на твърденията на Аристотел. Луций Аней Сенека в своя труд „Природни въпроси“ отбелязва, че кометите се движат с постоянна скорост по небето и не се влияят от ветровете като типични астрономически явления. Той допуска, че е възможно небесни тела различни от познатите тогава пет планети (освен Земята, която не е била считана за такава) да се наблюдават извън кръга на Зодиака. Възгледите на Аристотел обаче се налагат и едва през 16 век е показано, че кометите са явления извън пределите на земната атмосфера.
През 1577 г. ярка комета е видима в продължение на няколко месеца на нощното небе. Датският астроном Тихо Брахе използва данни за позицията на кометата направени от него и други наблюдатели на големи разстояния един от друг, за да покаже, че кометата няма наблюдаем паралакс. Вземайки предвид експерименталната грешка, Тихо Брахе заключава, че кометата би трябвало да се намира на разстояние от Земята поне четири пъти по-голямо от това до Луната.

### Орбити на кометите
След като е установено, че кометите със сигурност са небесни тела остава въпросът за изясняването на законите определящи тяхното движение. Йоханес Кеплер през 1609 г. постулира трите закона на орбиталното движение на планетите, но счита, че те са неприложими за кометите, за които той вярва, че се движат по прави линии. Въпреки своите убеждения в хелиоцентричната система на Николай Коперник, Галилео Галилей отхвърля липсата на паралакс при наблюдение на кометите установена от Тихо Брахе и се придържа към аристотеловия възглед за атмосферния произход на явлението.
През 1610 г. Уилям Лоуър първи допуска, че Кеплеровите закони са валидни и за кометите. Неговата идея впоследствие е подкрепена през последвалите десетилетия от астрономи като Пиер Пети, Джовани Борели, Адриан Озут, Робърт Хук и Джовани Доменико Касини, но други астрономи включващи Кристиян Хюйгенс и Йоханес Хевелиус я отхвърлят.
Въпросът е разрешен след наблюденията на ярката комета C/1680 V1 открита от Готфрид Кирх на 14 ноември 1680 г. и следена в продължение на няколко месеца. В своя труд „Математически принципи“ Исак Нютон доказва, че орбитата на кометата е параболична и се подчинява на законите на гравитацията на орбиталното движение.
През 1705 г. Едмънд Халей прилага метода на Нютон към 24 явления на комети от 1337 до 1698 г. Той забелязва че при кометите от 1531, 1607 и 1682 г. орбиталните параметри са много близки и различията могат да бъдат обяснени от гравитационните въздействия на Юпитер и Сатурн.
Уверен в твърдението си, че тези три явления са на едно и също тяло, Халей предрича, че то ще се появи отново през 1758 – 1759 г. Годината и точната дата впоследствие е доуточнена от екип френски математици включващ Алексис Клеро, Жозеф Лаланд и Никол-Рейн Лепот с точност от един месец. След като кометата е наблюдавана на предвидената дата и е дадено името Халеева комета (нейното официално означение е 1P/Халей). Халеевата комета ще се наблюдава отново през 2061 г.
Сред късопериодичните комети Халеевата комета е уникална със своята висока яркост, която я прави видима с невъоръжено око. Втората открита периодична комета е кометата на Енке (2P/Енке). Нейната орбита е изчислена от германския математик и физик Йохан Франц Енке през периода 1819 – 1821 г. Той използва данни за явления на комети от 1786, 1795, 1805 и 1818 г. и заключава, че те са на едно и също тяло, успешно предсказвайки повторното явление на тялото през 1822 г. Към 1900 г. са известни 17 периодични комети, а към януари 2005 г. – 164 включвайки няколко, които са се разрушили или са били изгубени.

### Изследвания на физическите характеристики
Исак Нютон описва кометите като компактни, твърди и дълговечни тела, подобни на планетите, движещи се по ексцентрични орбити. Той счита опашката им за водна пара, отделена от ядрото под въздействието на Слънцето. Интересен възглед на Нютон е неговото убеждение, че кометите са необходими за поддържането на водния баланс на планетите. Според него водата, употребена за развитието на растенията и в процесите на разлагане и гниене, трябва да бъде възстановена по космичен път. По времето на Нютон се е считало, че растенията нарастват единствено за сметка на водата в почвата и впоследствие се превръщат в суха почва, като по този начин водата постоянно се губи за сметка на нарастването на почвения обем. В допълнение Нютон счита, че „животоподдържащият дух“ във въздуха произхожда от кометите. Друго „приложение“ на кометите Нютон вижда в поддържането на Слънцето с прясно гориво.
Точният състав на кометите е разгадан от учените през началото на 18 век. През 1755 г. Емануел Кант посочва, че кометите са съставени от летливи елементи, чието изпарение поражда брилянтния им блясък в близост до перихелия. През 1836 г. немският математик Фридрих Вилхелм Бесел след наблюдения на явлението на кометата 2P/Енке през 1835 г. заключва, че потоците от пара могат да упражнят сила, изменяща орбитата на кометата.
През 1866 г. италианският астроном Джовани Скиапарели изчислява орбитата на персеидите и правилно заключва, че те са фрагменти от кометата Суифт-Тътъл. Тази хипотеза е потвърдена след наблюдаването на интензивния метеоритен поток през 1872 г., след като Земята пресича орбитата на кометата 3D/Биела. През 1846 г. кометата е наблюдавана да се разделя на две парчета, които са изгубени след 1852 г. Така се поражда теорията, че кометите се състоят от купчина скали, покрити със слой лед.
Към средата на 20 век обаче е установено, че този модел не може да обясни как при наличието на сравнително малко лед може да се поддържа изпарение в продължение на множество преминавания на кометата през перихелий. През 1950 г. Фред Уипъл предлага нова теория за строежа на кометите, според която те са изградени предимно от лед с малки примеси от прах и скали – подобно на „топка от мръсен сняг“.
Тази теория намира най-широка подкрепа сред научните среди. Потвърдена е от многобройни космически апарати, като мисията на Европейската космическа агенция „Джото“ и мисиите Вега 1 и Вега 2 на СССР, които посещават Халеевата комета през 1986 г., заснемайки ядрото ѝ и струите от изпаряващ се материал. Американският апарат Deep Space 1 посещава кометата 19P/Борели на 21 септември 2001 г. и регистрира сходен строеж с този на Халеевата комета.
Следващите мисии до комети разкриват още повече информация за техния строеж и еволюция.
- Апаратът Стардъст, изстрелян през февруари 1999, на 2 февруари 2004 прелита на 240 km от ядрото ѝ, прави снимки и събира частици от комата на кометата 81Р/Вилд, върнати на Земята през 2006 г. От анализа на пробите се установява, че съдържат широк спектър органични съединения, вкл. аминокиселината глицин, а също и рядко срещания на Земята изотоп въглерод-13.
- През юли 2005 г. апаратът Дийп Импакт спуска специален модул, който ударно се сблъсква с ядрото на кометата 9P/Темпел, за да изхвърли частици от вътрешността ѝ - много прах и малко вода, а също и органични съединения, т.е. кометите не са само „мръсни топки сняг“.
- През 2014 г. космическият апарат Розета на Европейската космическа агенция влиза в орбита около кометата 67P/Чурюмов-Герасименко и я изследва със спускаемия модул Фѝле, който е първият изкуствено управляем апарат, кацнал върху комета. Филе около 60 часа предава директно към Земята данни от повърхността на кометата.

### Неотдавнашни резултати
Продължава дебатът по това колко лед има в една комета. През 2001 г. екипът на НАСА Deep Space 1 получава снимки от повърхността на Кометата Борели с висока разделителна способност. Те съобщават, че се наблюдава опашка, макар че кометата е с гореща и суха повърхност. Предположението, че кометите съдържат вода и други замръзнали вещества води до изявление от страна на Геоложкото дружество на САЩ, в смисъл, че е изненадващ фактът, че от спектъра не личи да има лед на повърхността. Предполага се, че ледът е скрит във вътрешността, като „или повърхността е изсушена от слънчевото греене или повърхността на Борели е покрита с много тъмен материал, подобен на сажди и той прикрива леда“.
През юли 2005 г. космическата сонда Deep Impact издълбава кратер на кометата Tempel 1, за да изследва вътрешността. Резултатите показват, че по-голямата част от леда на кометата се намира под повърхността и че тези резервоари с лед захранват опашката, състояща се от изпарена вода с форма на запетая на Tempel 1.
Космическият апарат Stardust изстрелян през февруари 1999, събира частици от опашката на кометата Wild 2 през януари 2004, и изпраща образците на Земята в капсула през януари 2006. Клаудия Алекзандър, която работи по моделирането на кометите от години, съобщава за изненадата си от броя на струите, тяхното наличие едновременно на тъмната и светлата страна на кометата, тяхното свойство да избиват големи скални парчета от повърхността на кометата и от факта, че кометата Wild 2 съвсем не е безформена скална купчина.
По-скорошни данни от мисията Stardust показват, че материалът, доставен от опашката на Wild 2 е кристален и произходът му се свързва с огън („born in fire).“ Макар кометите да се образуват на външния край на Слънчевата система, счита се, че радиалното смесване на материали по време на ранното формиране на Слънчевата система е пре-разпределило материала в прото-планетарния диск, така че кометите съдържат също кристални зърна, формирани в горещата вътрешна част на Слънчевата система. Това се проявява в спектъра на кометите, както и в образците, доставени от мисиите. Още по-скорошни резултати се характеризират като „кометният прах наподобява материала на астероидите“. Тези нови резултати карат учените да преразгледат разбиранията си за природата на кометите и тяхната разлика с астероидите.

## Известни комети
Комети достатъчно ярки за да бъдат наблюдавани с невъоръжено око се появяват средно веднъж на десет години и често добиват обществена известност. Такива комети биват наричани велики комети. В миналото явленията на кометите са предизвиквали повсемерна паника като например преминаването на Земята през опашката на Халеевата комета през 1910 г. Вестниците разпространяват твърдения, че в газовете на опашката се съдържа отровното вещество цианген. За повечето съвременни наблюдатели обаче кометите не са нищо повече от зрелищни небесни явления.
Предсказването на яркостта на дадена комета е трудно поради наличието на множество влияещи фактори като масата и активността на ядрото ѝ, разстоянието до Слънцето и положението на Земята по време на перихелия на кометата. За кометата Кохутек през 1973 г. се е очаквало да бъде ярка, противно на последвалите наблюдения. За сметка на това кометата Уест през 1975 г. надминава значително очакванията за яркост. Следващите две велики комети са кометата Хайкутаке от 1996 г. и кометата Хейл-Боп от 1997 г. Към май 2005 г. няма наблюдавани велики комети в рамките на 21 век.

## Странни комети
- Перихелият на орбитата на кометата Енке е по-близко до Слънцето от орбитата на Юпитер, докато афелият и е дори по-близко от Меркурий.
- Кометата 29P/Schwassmann-Wachmann е на почти кръгова орбита между Юпитер и Сатурн.
- 2060 Хирон първоначално е класифициран като астероид но впоследствие е забелязана бледа кома.
- Шумейкър-Леви 2 също е смятана на първоначално за астероид.

За някои близкоземни астероиди се смята, че са остатъците от кометни ядра, които са изчерпали своите летливи елементи. Някои комети като например кометата Биела по време на преминаването ѝ през перихелий през 1846 г. са били наблюдавани в процес на разрушение. Кометата се разпада на две части, които са видени отделно за последен път през 1852 г. През 1872 и 1885 г. на датите, на които кометата би трябвало да е видима са регистрирани зрелищни метеоритни потоци. Оттогава насам всяка година през ноември се наблюдава метеорния поток на андромедидите (или още известни като биелиди).  Архив на оригинала от 2017-02-28 в Wayback Machine..
Няколко други комети са били наблюдавани в процес на разрушение близко до перихелий като великата комета Уест и кометата Икея-Секи. Някои комети като Kreutz Sungrazers имат близки орбити и за тях са счита, че са парчета от разрушила се в миналото комета.
Кометата Шумейкър-Леви 9 по време на откриването ѝ през 1993 г. е на орбита около Юпитер, след прихващане от гравитационно поле на планетата при близък подход през 1992 г. Като резултат от близкия подход, приливните сили на Юпитер разрушават кометата на стотици парчета. В период от 6 дни парчетата навлизат в атмосферата на Юпитер и дават възможност на астрономите за първи път да наблюдават сблъсък на две небесни тела в Слънчевата система.

## В културата
На кометите е наречена улица в квартал „Илиянци“ в София (Карта).

## В традиционната култура
В традиционния български фолклор появата на комета, наричана опашата звезда, е смятана за много лоша поличба, предвещаваща войни, глад или тежки епидемии по хора или животни.

### Във фантастиката
Кометите са популярна тема за авторите на научна фантастика и начнофантастични филми.
- В романа на Жул Верн от 1877 г. На кометата е представена разходка в Слънчевата система.
- Романът на Хърбърт Уелс от 1905 г. В дните на кометата описва ефектите на газовете на кометната опашка върху земното общество.
- Романът на Туве Янсон Комета в Муминландия описва Муминската долина, застрашена от сблъсък с комета.
- В романа на Артър Кларк 2061: Одисея три е включено подробно описание на пилотирана мисия до Халеевата Комета.
- В романа на Грегъри Бенфорд и Дейвид Брин от 1987 г. Сърцето на кометата многонационален екип колонизира Халеевата комета.
- Романът на Лари Нивен Чукът на Луцифер представя апокалиптичните последици на сблъсък на комета със Земята.